# Vergisson
Vergisson – miejscowość i gmina we Francji, w regionie Burgundia-Franche-Comté, w departamencie Saona i Loara.
Według danych na rok 2020 gminę zamieszkiwało 255 osób, a gęstość zaludnienia wynosiła 41,5 osób/km² (wśród 2044 gmin Burgundii Vergisson plasuje się na 656. miejscu pod względem liczby ludności, natomiast pod względem powierzchni na miejscu 1196.).